# Oxygyne
Genre
Oxygyne  est un genre de plantes de la famille des Burmanniaceae.

## Liste d'espèces
Selon Catalogue of Life (17 septembre 2017) :
- Oxygyne hyodoi C.Abe & Akasawa
- Oxygyne shinzatoi (Hatus.) C.Abe & Akasawa
- Oxygyne triandra Schltr.
- Oxygyne yamashitae Yahara & Tsukaya

Selon World Checklist of Selected Plant Families (WCSP) (17 septembre 2017) :
- Oxygyne triandra Schltr. (1906)

Selon The Plant List (17 septembre 2017) :
- Oxygyne hyodoi C.Abe & Akasawa
- Oxygyne shinzatoi (Hatus.) C.Abe & Akasawa
- Oxygyne triandra Schltr.
- Oxygyne yamashitae Yahara & Tsukaya

Selon Tropicos (17 septembre 2017) (Attention liste brute contenant possiblement des synonymes) :
- Oxygyne hyodoi C.Abe & Akas.
- Oxygyne shinzatoi (Hatus.) C.Abe & Akas.
- Oxygyne triandra Schltr.
- Oxygyne yamashitae Yahara & Tsukaya